# 普夏夫-赫夫蘇列季國家公園
42°40′N 45°10′E / 42.66°N 45.16°E

普夏夫-赫夫蘇列季國家公園是格魯吉亞的國家公園，位於該國東北部，成立於2014年，面積1,400平方公里，有豹、棕熊、歐亞猞猁、歐洲馬鹿、臆羚等野生動物棲息。